# Audeux
Audeux település Franciaországban, Doubs megyében. Lakosainak száma 422 fő (2022. január 1.). Audeux Noironte, Placey és Mazerolles-le-Salin községekkel határos.

## Népesség
A település népességének változása:
| Lakosok száma | 149  | 314  | 320  | 428  | 435  | 432  | 433  | 430  | 427  | 422  |
|               | 1968 | 1982 | 1990 | 2006 | 2013 | 2015 | 2017 | 2019 | 2020 | 2022 |